# Calixto García
Calixto García y Iñiguez (Holguín, Cuba, 4 de Agosto de 1839 - Nova Iorque, 11 de Dezembro de 1898) foi um general nacionalista cubano. Chefiou seu país em lutas preliminares contra a Espanha pela independência. Líder durante a Guerra dos Dez Anos (1868-78) e durante a Pequena Guerra (1879-80). Suas investidas militares tiveram pouco sucesso e resultaram em seu prolongado encarceramento. As tropas cubanas sob seu comando apoiaram as forças americanas durante a guerra hispano-americana.